# Portugiesisch-tschechische Beziehungen
Die portugiesisch-tschechischen Beziehungen beschreiben das zwischenstaatliche Verhältnis zwischen Portugal und Tschechien. Die Länder können historisch auf eine seit dem 18. Jahrhundert bestehende Verbindung zurückblicken und pflegen seit 1974 erneuerte diplomatische Beziehungen.
Beide Länder sind u. a. Partner in der Europäischen Union, der Organisation für Sicherheit und Zusammenarbeit in Europa und der NATO. Tschechien ist zudem seit Ende 2016 Beobachter in der Gemeinschaft der Portugiesischsprachigen Länder, dessen Gründungsmitglied Portugal ist.
Insbesondere die Geschichte der portugiesisch-tschechischen Familie Silva-Tarouca und das anhaltende Interesse an der portugiesischen Sprache in tschechischen Bildungs- und Kulturinstitutionen bilden wesentliche Verbindungselemente der bilateralen Beziehungen beider Länder.

## Geschichte
Als Dokument eines ersten offiziellen Kontaktes Tschechiens mit Portugal gelten die Tagebücher des Václav Šašek z Bířkova und des Deutschen Gabriel Tetzel von Nürnberg, die mit einer transeuropäischen Mission im Auftrag des böhmischen Königs Georg von Podiebrad 1466 bis nach Portugal kamen. Die Mission, an der u. a. auch Jaroslav Lev von Rosental teilnahm, wandte sich an alle wichtigen europäische Höfe zur Absprache einer Verteidigung gegen den näherrückenden Türkenkriege, aber auch zur Verbesserung des Ansehens Böhmens nach den Hussitenkriegen und den Differenzen mit Papst Paul II. Die Aufzeichnungen enthalten auch ausführliche Bemerkungen zu Landschaft und Gesellschaft, darunter Beschreibungen von Bräuchen, der Erwerb und die Haltung von Sklaven, die Auswirkungen der Pest und die dortigen Vorsichtsmaßnahmen.
Der in Portugal tätige Buchdrucker Valentim Fernandes († 1518 oder 1519) stammte aus Mähren (Moravia), bezeichnete sich selbst jedoch als Deutscher (alemão).
Möglicherweise kam der portugiesische Diplomat und Gelehrte Damião de Góis durch Böhmen. Zweifelsfrei belegt ist die Lehrtätigkeit Bento Pinhels an der Universität von Prag Ende des 16./Anfang des 17. Jahrhunderts, der als Benedetto Pinelli bekannter wurde.
Im 18. Jahrhundert heiratete João Gomes da Silva Johanna von Menezes, Gräfin von Tarouca. Er wurde Gesandter des portugiesischen Hofes in Wien. Sein Sohn Emanuel Silva-Tarouca (portugiesisch: Manuel de Meneses de Castro, deutsch: Emanuel Tellez, Menezes und Castro, Herzog von Sylva-Tarouca und Turnhout, k. k.) wurde Diplomat und bevorzugter Berater der Kaiserin Maria Theresia von Österreich. Er gründete den österreichisch-tschechischen Zweig der Familie, das Geschlecht der Silva-Tarouca. Er erwarb u. a. das Schloss von Čechy pod Kosířem, fortan Familienfideikommiss der Silva-Tarouca, und Landgüter in Krakovec und Drahanovice, die von 1768 bis 1945 in Familienbesitz blieben.
Der hochrangige Politiker und engagierte Botaniker Ernst Emanuel von Silva-Tarouca ließ das alte Schloss Průhonice bei Prag erneuern und war Mitgründer des angrenzenden 220 Hektar großen Parks. Der zwischen 1885 und 1917 angelegte Park gehörte zu den schönsten englischen Gärten in Europa und war insbesondere für seine Rhododendren-Sammlung bekannt.
Im 19. Jahrhundert waren regelmäßig auch Portugiesen unter den Besuchern Karlsbads.
Nach der Ausrufung der Republik Portugal 1910 und der Gründung der demokratischen Tschechoslowakei 1918 nahmen beide Länder 1921 diplomatische Beziehungen auf. Nach 1937 wurden sie unterbrochen. Nach der portugiesischen Nelkenrevolution 1974 und dem Ende des antikommunistischen autoritären Estado Novo-Regimes wurden sie wieder aufgenommen.
Seit dem Ende des Ostblocks ab 1989 haben sich die Beziehungen beider Länder stetig intensiviert, insbesondere durch die Bemühungen Václav Havels und Mário Soares, der auch durch die Universität Prag ausgezeichnet wurde.

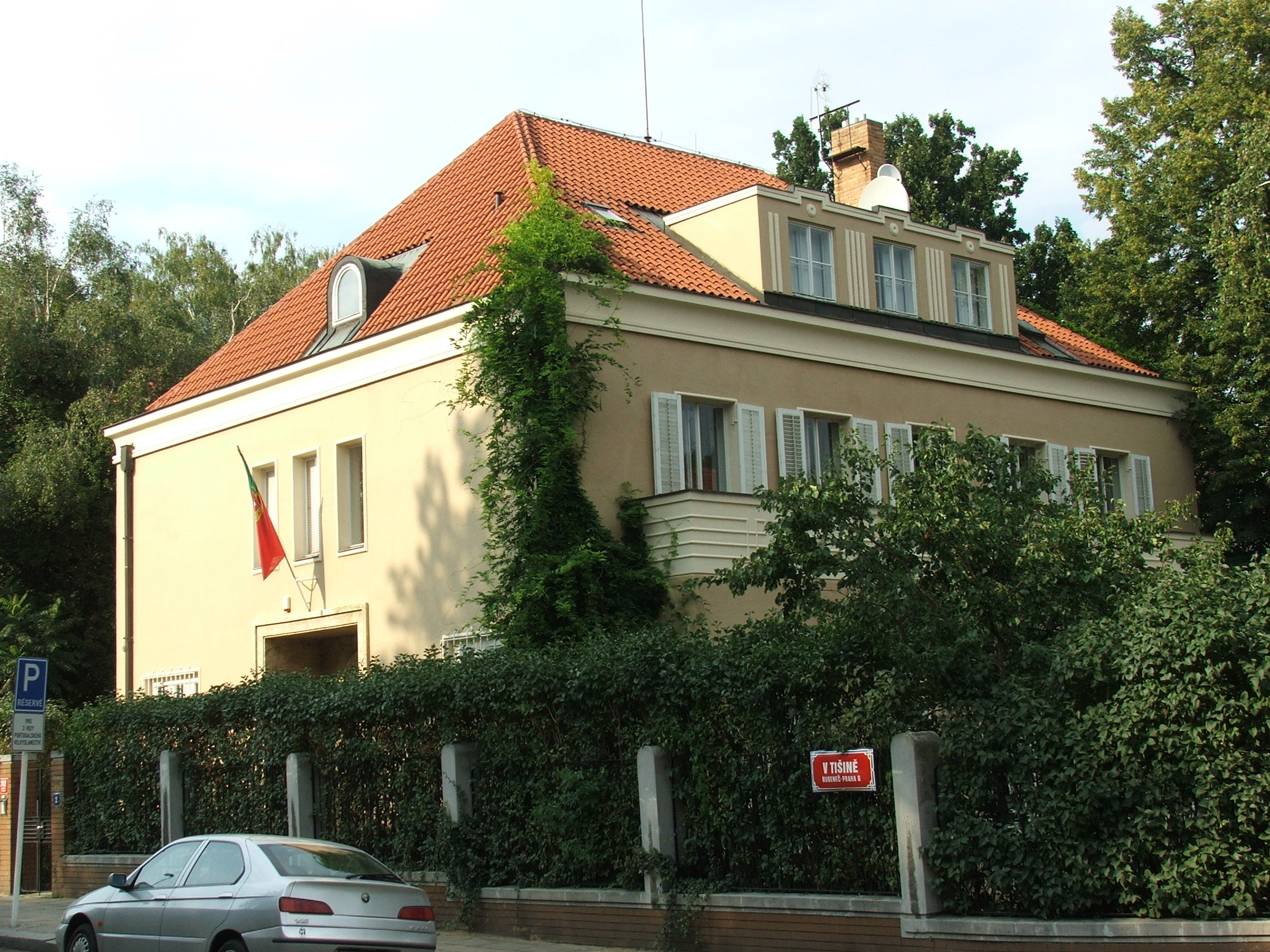
Die Portugiesische Botschaft in Prag

## Diplomatie
Die Botschaft Portugals befindet sich in der Na Zátorce 10 im Prager Stadtteil Bubeneč im Stadtbezirk Prag 6.
Die tschechische Botschaft in Lissabon, die neben Portugal auch für Kap Verde und São Tomé und Príncipe zuständig ist, hat ihren Sitz in der Rua Pêro de Alenquer 14 in der Gemeinde São Francisco Xavier im Lissabonner Stadtteil Belém. Daneben arbeiten tschechische Honorarkonsuln im nordportugiesischen Santo Tirso, in Faro an der Algarveküste, und in Funchal auf der portugiesischen Insel Madeira.

## Kultur

### Institutionen und Abkommen

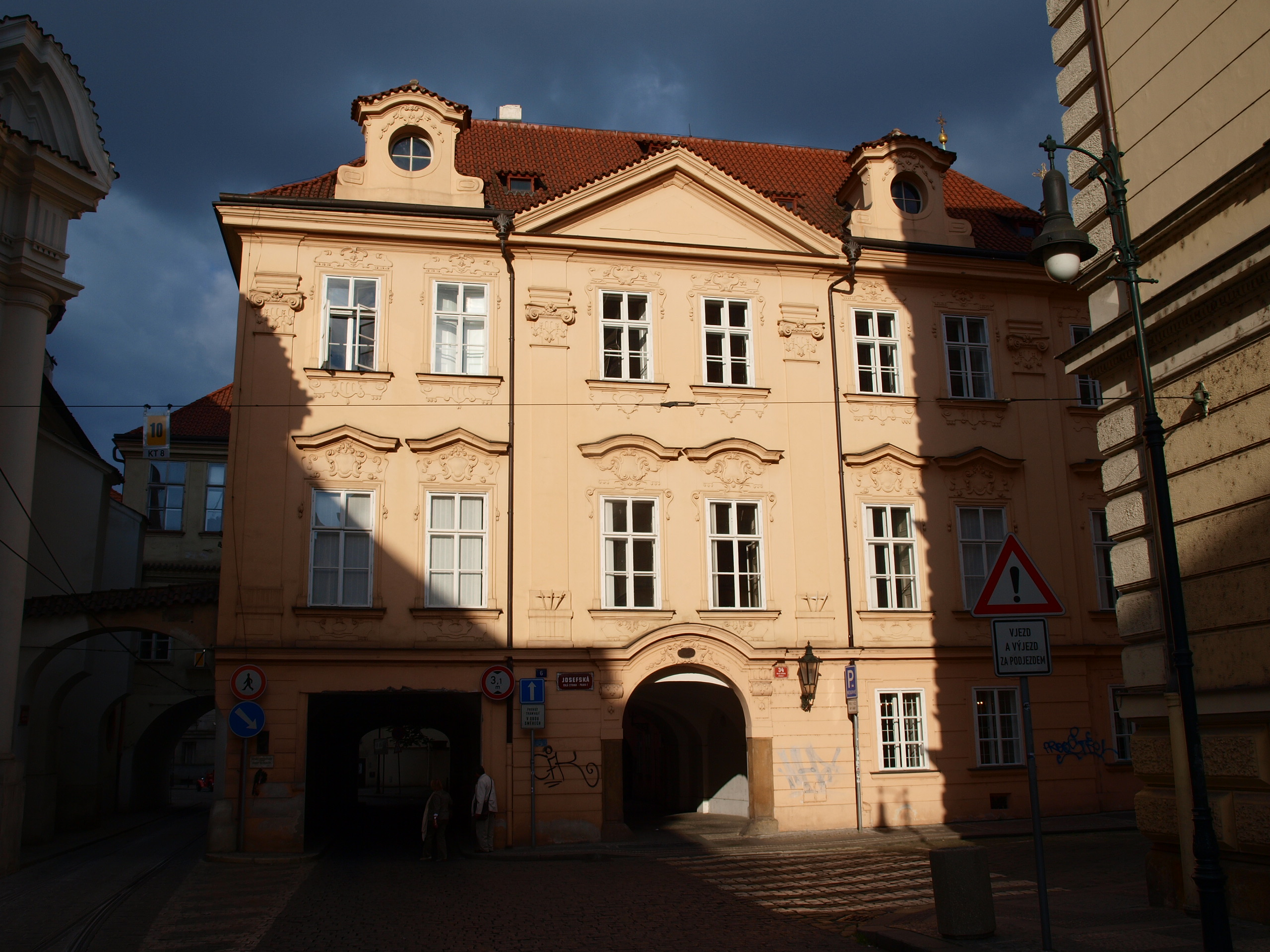
Palais Öttingen, Standort des Instituto Camões in Prag

1976 schlossen die Tschechoslowakei und Portugal ein Kulturabkommen. Neben Literatur und Musik kamen auch portugiesische Künstler anderer Bereiche dorthin. Eine Ausstellung Paula Regos und zwei Ausstellungen portugiesischer Fotografen fanden statt.
Das portugiesische Kulturinstitut Instituto Camões hat in Tschechien seinen Sitz in Prag und ist mit einer Vielzahl von Projekten und Kooperationen im Land aktiv.
Zum Portugal-Tag am 10. Juni 2012 gründete in Prag eine lusophile Gruppe um Hochschullehrer der Universitäten Prag, Brünn und Olmütz und die Übersetzerin Lada Weissová die Sociedade Checa de Língua Portuguesa (deutsch: Tschechische Gesellschaft der Portugiesischen Sprache). Ehrenpräsidentin wurde die Übersetzerin Pavla Lidmilová.
In Brünn hat die Gesellschaft der Freunde lusophoner Länder ihren Sitz, gegründet durch den Lusitanisten Anton Pasienka.
Am 30. März 2016 beantragte Tschechien die Aufnahme in die Gemeinschaft der Portugiesischsprachigen Länder (CPLP) als assoziierter Beobachter. Begründet wurde der Antrag mit bereits in der Tschechoslowakei entstandenen Initiativen und der steigenden Verbreitung und Lehre der portugiesischen Sprache in dem Land, in dem hunderte Studenten Portugiesisch lernen und zudem immer mehr tschechische Unternehmen in Brasilien und den afrikanischen PALOP-Ländern präsent sind.
Am 1. November 2016 wurde Tschechien in Brasília von der CPLP der Status eines assoziierten Beobachters verliehen.

### Sprache und Lusitanistik
Das portugiesische Kulturinstitut Instituto Camões führt in Prag ein Sprachzentrum und unterstützt eine Reihe von Projekten an Schulen und Hochschulen. Zudem vergibt die einflussreiche portugiesische Gulbenkian-Stiftung Stipendien und fördert Bücherkäufe und Übersetzungen. Daneben wird insbesondere an Prager Sprachschulen Portugiesisch angeboten.
Mit der Prager Karls-Universität, der Masaryk-Universität in Brünn und der Palacký-Universität Olmütz haben die wichtigsten tschechischen Hochschulen komplette Studiengänge der Lusitanistik bzw. Lehrgänge zur portugiesischen Sprache, portugiesischen Literatur und portugiesischen Kultur. An der Karls-Universität Prag beschäftigt sich das rege Zentrum der Iberisch-Amerikanischen Studien mit Themen der Lusitanistik.
Auch an der Universität Pilsen wird inzwischen Portugiesisch unterrichtet. In Pilsen leben einige Dutzend portugiesische Studenten der Medizin.
Professor Jan Klíma von der Universität Hradec Králové gilt als Spezialist für die Geschichte der lusophonen Länder.

### Musik
Dank des portugiesisch-tschechischen Kulturabkommens 1976 bereisten gelegentlich portugiesische Musiker das Land. So trat beispielsweise der portugiesische Pianist Sequeira Costa bereits vor 1989 dort auf, ebenso war die portugiesische Gruppe Trovante dort auf einem Festival des politischen Liedes zu Gast.
Seit dem Ende des Eisernen Vorhangs ab 1989 sind portugiesische Musiker häufiger in Tschechien zu hören, etwa 2003 die blinde Fado-Sängerin Dona Rosa oder mehrmals die portugiesische Heavy-Metal-Band Moonspell.

### Literatur und Theater

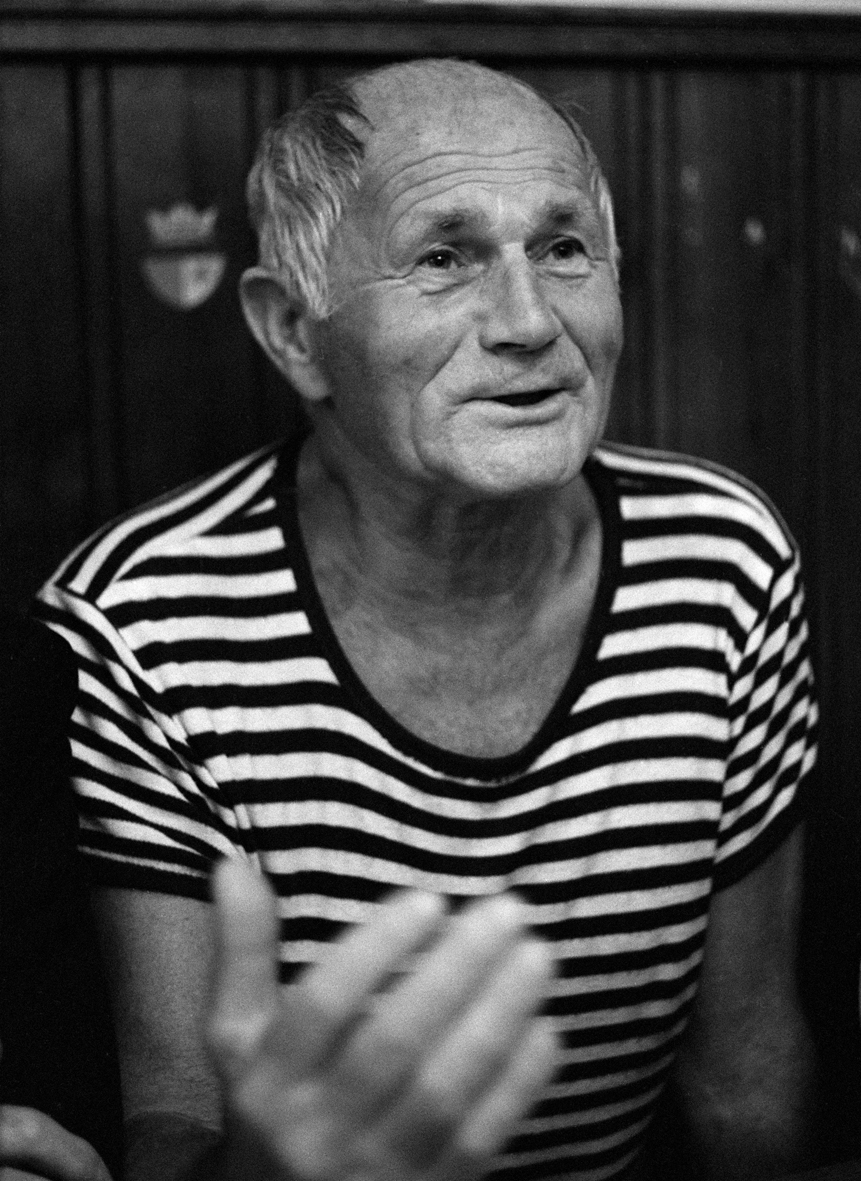
Bohumil Hrabal (1985), einer der am häufigsten übersetzten Autoren Tschechiens in Portugal

## Sport

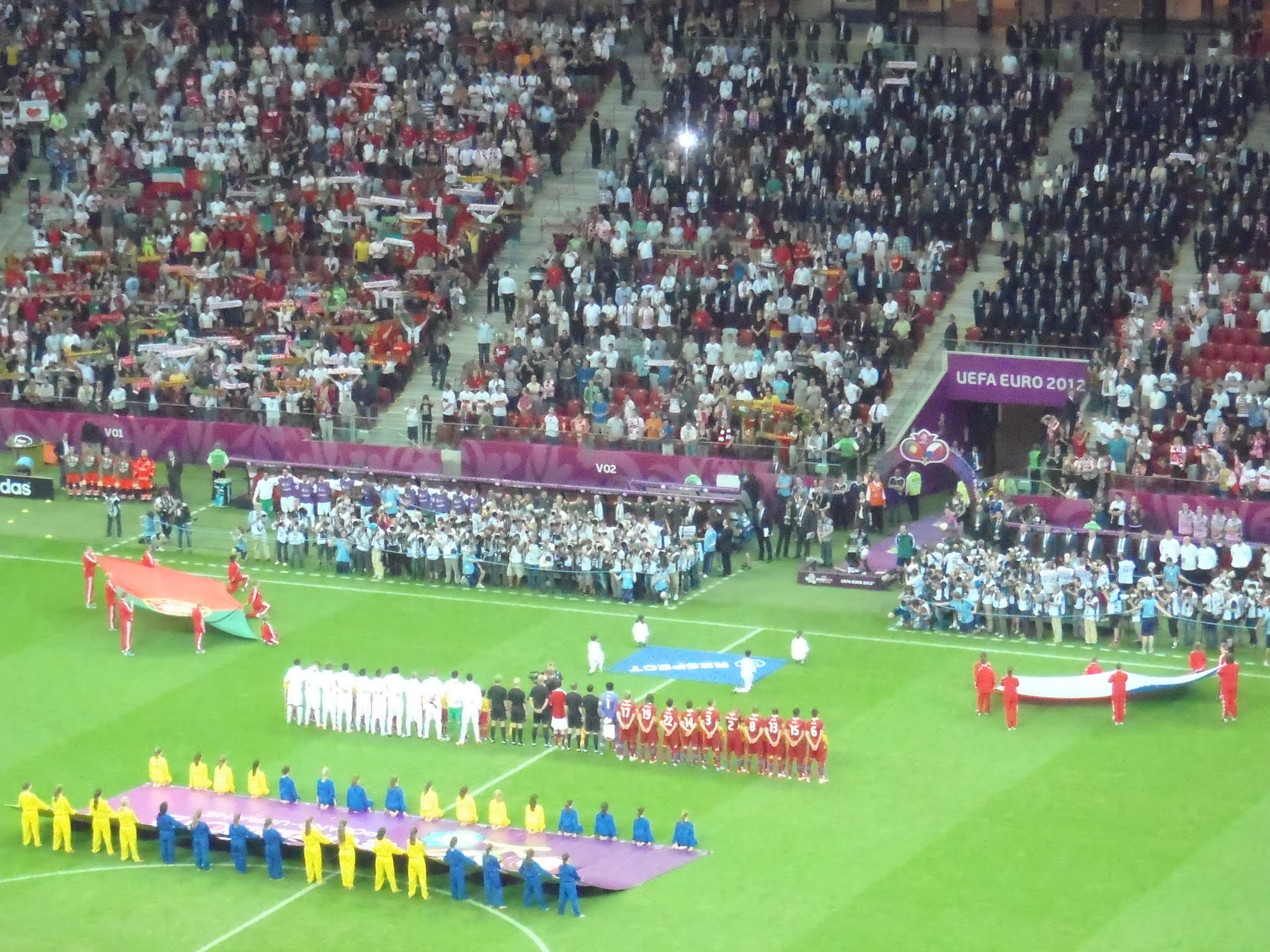
Die Mannschaften Portugals und Tschechiens vor dem Viertelfinale bei der EM 2012